# W. Brian Harland
W. Brian Harland (Scarborough, 1917 — 2003) foi um eminente geólogo inglês, professor da Universidade de Cambridge. 
Frequentou a Bootham School em Iorque e o Colégio Gonville & Caius, de Cambridge, onde se licenciou em ciências geológicas e fez o seu doutoramento.
Desempenhou um papel importante na defesa e divulgação da teoria da deriva continental e fez as primeiras observações da ocorrência de glaciações que viriam a ser os pilares da teoria Terra bola de neve. Foi também uma figura importante na definição da escala de tempo geológico.
Mapeou o arquipélago polar de Spitsbergen, de 1938 até aos anos 1980, liderando 29 expedições. O campo de gelo de "Harlandisen", na ilha principal de Svalbard, foi nomeado em sua honra.
Harland passou a Segunda Guerra Mundial ensinando na West China University. 
Ele interessava-se pelas interações entre ciência, filosofia e religião, tendo sido quaker durante a maior parte da sua vida.